# 반소 아이디얼
환론에서 반소 아이디얼(半素ideal, 영어: semiprime ideal)은 소 아이디얼들의 교집합이다. 주어진 양쪽 아이디얼을 포함하는 최소의 반소 아이디얼을 그 소근기(素根基, 영어: prime radical)라고 한다.

## 정의

### 소근기
환 {\displaystyle R} 속의 양쪽 아이디얼 {\displaystyle {\mathfrak {a}}\subseteq R}의 소근기(素根基, 영어: prime radical) 또는 단순히 근기(根基, 영어: radical) {\displaystyle {\sqrt {\mathfrak {a}}}}는 이를 포함하는 모든 소 아이디얼들의 교집합이다.:156, Theorem 10.7 즉, 다음과 같은 양쪽 아이디얼이다.
{\displaystyle {\sqrt {\mathfrak {a}}}=\bigcap \{{\mathfrak {p}}\in \operatorname {Spec} R\colon {\mathfrak {a}}\subseteq {\mathfrak {p}}\}\subseteq \{r\in R\colon \exists n\in \mathbb {Z} ^{+}\colon r^{n}\in {\mathfrak {a}}\}}
여기서 {\displaystyle \operatorname {Spec} R}는 {\displaystyle R}의 소 아이디얼들의 집합이다. 양쪽 아이디얼의 소근기는 이는 항상 반소 아이디얼이며, {\displaystyle {\mathfrak {a}}}를 포함하는 최소의 반소 아이디얼이다. (이 개념은 가군의 근기와 다른 개념이다.)

#### 가환환의 경우
가환환의 경우, 다음 집합들이 모두 일치한다.
- {\displaystyle {\sqrt {\mathfrak {a}}}}
- {\displaystyle \{r\in R|\exists n\in \mathbb {Z} ^{+}\colon r^{n}\in {\mathfrak {a}}\}}. 즉, 충분히 거듭제곱하면 {\displaystyle {\mathfrak {a}}}의 원소가 되는 것들의 집합이다.
- {\displaystyle R/{\mathfrak {a}}}의 멱영원들의 집합 {\displaystyle N}에 대하여, {\displaystyle \{r\in R\colon [r]\in N\}}. 즉, 몫환에서 멱영원이 되는 것들의 집합이다.

가환환의 아이디얼의 소근기는 자리스키 위상의 폐포 연산자와 같다.

### 반소 아이디얼
환 {\displaystyle R} 속의 양쪽 아이디얼 {\displaystyle {\mathfrak {a}}\subseteq R}에 대하여 다음 조건들이 서로 동치이며, 이를 만족시키는 양쪽 아이디얼을 반소 아이디얼(半素ideal, 영어: semiprime ideal) 또는 근기 아이디얼(根基ideal, 영어: radical ideal)이라고 한다.
- 임의의 양쪽 아이디얼 {\displaystyle {\mathfrak {b}}\subseteq R}에 대하여, 만약 어떤 양의 정수 {\displaystyle n}에 대하여 {\displaystyle {\mathfrak {b}}^{n}\subseteq {\mathfrak {a}}}라면, {\displaystyle {\mathfrak {b}}\subseteq {\mathfrak {a}}}이다.[1]:157, Definition 10.8
- 임의의 왼쪽 아이디얼 {\displaystyle B\subseteq R}에 대하여, 만약 어떤 양의 정수 {\displaystyle n}에 대하여 {\displaystyle B^{n}\subseteq {\mathfrak {a}}}라면, {\displaystyle {\mathfrak {b}}\subseteq {\mathfrak {a}}}이다.[1]:157, Proposition 10.9(4)
- 임의의 오른쪽 아이디얼 {\displaystyle B\subseteq R}에 대하여, 만약 어떤 양의 정수 {\displaystyle n}에 대하여 {\displaystyle B^{n}\subseteq {\mathfrak {a}}}라면, {\displaystyle {\mathfrak {b}}\subseteq {\mathfrak {a}}}이다.[1]:157, Proposition 10.9(4)′
- 임의의 {\displaystyle r\in R}에 대하여, 만약 {\displaystyle rRr\subseteq {\mathfrak {a}}}라면 {\displaystyle r\in {\mathfrak {a}}}이다.[1]:157, Proposition 10.9(3)
- {\displaystyle R\setminus {\mathfrak {a}}}는 n-계를 이룬다.
- {\displaystyle {\mathfrak {a}}=\bigcap {\mathcal {P}}}인, 소 아이디얼들의 집합 {\displaystyle {\mathcal {P}}\subseteq \operatorname {Spec} R}이 존재한다.[1]:157, Proposition 10.11(2)
- 스스로의 소근기와 같다. 즉, {\displaystyle {\mathfrak {a}}={\sqrt {\mathfrak {a}}}}이다.[1]:157, Proposition 10.11(3)

여기서 {\displaystyle \operatorname {Spec} R}는 {\displaystyle R}의 소 아이디얼들의 집합이며, n-계(영어: n-system)란 다음 조건을 만족시키는 부분 집합 {\displaystyle S\subseteq R}이다.
{\displaystyle \forall s\in S\exists r\in R\colon srs\in S}

#### 가환환의 경우
가환환 {\displaystyle R}의 아이디얼 {\displaystyle {\mathfrak {a}}}에 대하여 다음 조건들이 서로 동치이다.
- 반소 아이디얼이다.
- 임의의 {\displaystyle r\in R} 및 양의 정수 {\displaystyle n\in \mathbb {Z} ^{+}}에 대하여, 만약 {\displaystyle r^{n}\in {\mathfrak {a}}}라면 {\displaystyle r\in {\mathfrak {a}}}이다.
- 임의의 {\displaystyle r\in R\setminus {\mathfrak {a}}}에 대하여, {\displaystyle \{r,r^{2},r^{3},\dots \}\subseteq R\setminus {\mathfrak {a}}}이다.

## 성질
환의 양쪽 아이디얼에 대하여, 다음과 같은 함의 관계가 존재한다.
완전 소 아이디얼 ⊂ 소 아이디얼 ⊂ 반소 아이디얼 ⊂ 양쪽 아이디얼
가환환의 아이디얼에 대하여, 다음과 같은 함의 관계가 존재한다.
| 극대 아이디얼 ⊂ 완전 소 아이디얼 = | 소 아이디얼   | ⊂ | 반소 아이디얼 |
|                                    | ∩             |   | ∩             |
|                                    | 으뜸 아이디얼 | ⊂ | 아이디얼      |
사실, 가환환의 아이디얼의 경우 소 아이디얼인 것은 으뜸 아이디얼이자 반소 아이디얼인 것과 동치이다.
영 아이디얼의 소근기 {\displaystyle {\sqrt {(0)}}}는 하영근기 또는 (가환환의 경우) 단순히 영근기라고 하며, 가환환의 경우 이는 멱영원들의 집합과 같다.
영 아이디얼이 반소 아이디얼인 환을 반소환이라고 하며, 가환환의 경우 이는 축소환인 것과 동치이다.

## 예

### 정수환
정수환 {\displaystyle \mathbb {Z} }에서, {\displaystyle (n)}이 반소 아이디얼일 필요충분조건은 {\displaystyle n}이 제곱 인수가 없는 정수 또는 0인 것이다. 특히, {\displaystyle (0)}이 반소 아이디얼이므로 정수환은 반소환이다.
정수환 {\displaystyle \mathbb {Z} }의 경우, 아이디얼 {\displaystyle \mathbb {Z} /m}의 소근기는 다음과 같다.
{\displaystyle {\sqrt {\mathbb {Z} /m}}=\mathbb {Z} /\left(\prod _{p\mid m}p\right)}
여기서 {\displaystyle \prod _{p\mid m}p}는 {\displaystyle m}의 소인수들의 곱이다. 예를 들어
{\displaystyle {\sqrt {\mathbb {Z} /12}}=\mathbb {Z} /6}
이다.

### 다항식환
대수적으로 닫힌 체 {\displaystyle K} 위의 다항식환 {\displaystyle K[x]}은 주 아이디얼 정역이므로, 모든 아이디얼은 주 아이디얼이다. 다항식
{\displaystyle \prod _{i=1}^{k}(x-a_{i})^{n_{i}}\in K[x]\qquad (i\neq j\implies a_{i}\neq a_{j})}
으로 생성되는 주 아이디얼의 소근기는 다음과 같다.
{\displaystyle {\sqrt {\left(\prod _{i=1}^{k}(x-a_{i})^{n_{i}}\right)}}=\prod _{i=1}^{k}(x-a_{i})}

### 데데킨트 정역
보다 일반적으로, 데데킨트 정역 {\displaystyle R}에서, 영 아이디얼이나 {\displaystyle R}가 아닌 아이디얼은 소 아이디얼로 인수 분해되어
{\displaystyle \prod _{{\mathfrak {p}}\in \operatorname {Spec} R}{\mathfrak {p}}^{n({\mathfrak {p}})}}
의 꼴로 유일하게 나타내어진다. 이 아이디얼의 소근기는 다음과 같다.
{\displaystyle {\sqrt {\prod _{{\mathfrak {p}}\in \operatorname {Spec} R}{\mathfrak {p}}^{n({\mathfrak {p}})}}}=\prod _{{\mathfrak {p}}\in \operatorname {Spec} R}{\mathfrak {p}}}

## 역사
반소 아이디얼(독일어: Halbprimideal 할프프림이데알[*])의 개념은 가환환의 경우 볼프강 크룰이 도입하였고,:735, §2 일반적 환의 경우 나가타 마사요시가 도입하였다.:331, Definition 0

## 같이 보기
- 제이컵슨 근기
- 영근기